# Ley Marthe Richard
La ley del 13 de abril de 1946 para el cierre de burdeles y reforzar la lucha contra el proxenetismo, conocida como ley Marthe-Richard, abolió el régimen de prostitución regulada en Francia desde 1804. La ley impone el cierre de los burdeles. Lleva el nombre de Marthe Richard, la concejala municipal de París que la impulsó. 

## Génesis de la ley
Marthe Richard, concejala del IV Distrito de París, presentó el 13 de diciembre de 1945 ante el Consejo Municipal de París un proyecto para el cierre de burdeles. En su discurso, no ataca a las prostitutas sino que culpa a la sociedad, a la que considera responsable de «libertinaje organizado y patentado» y a la mafia, que se beneficia de la prostitución regulada. En el análisis del contexto se señala que el mundo de la prostitución había colaborado con el ocupante durante la guerra. Su propuesta fue votada y el 20 de diciembre de 1945, el prefecto de policía Charles Luizet decidió cerrar sin previo aviso las 190 casas del departamento del Sena en un plazo de 3 meses (a más tardar el 15 de marzo de 1946, fecha fijada por el consejo municipal).).
Animada por esta decisión, Marthe Richard inició una campaña de prensa para la votación de una ley que generalizaría estas medidas en toda Francia. Contó con el apoyo de la Liga para la Recuperación de la Moralidad Pública y del Ministro de Salud Pública y Población, Robert Prigent.
El 9 de abril de 1946 el diputado Marcel Roclore presentó el informe de la Comisión de Familia, Población y Salud Pública, y concluyó que era necesario el cierre. El diputado Pierre Dominjon, miembro del Cartel de Acción Social y Moral, presentó un proyecto de ley en este sentido que fue votado el 13 de abril de 1946 en la Cámara de los Diputados. El cierre de los burdeles se implementó a partir del 6 de noviembre de 1946. Al retirar las autorizaciones administrativas sin compensación a los inquilinos, la ley marca el fin del sanitarismo y la transición de una política regulatoria a una política abolicionista.

## Consecuencias
Después de la aprobación de la ley, Marthe Richard aseguró que se vote a favor del artículo 5 del texto que prevé la supresión del expediente nacional sobre prostitución, en el que todavía figura. Este expediente policial se sustituye por un expediente sanitario y social sobre prostitución (ley del 24 de abril de 1946) con el objetivo de “detectar prostitutas con enfermedades venéreas que desean evitar el tratamiento de su enfermedad" pero esta declaración no coercitiva a la acción sanitaria y social se aplica poco y desaparece el 28 de julio de 1960, fecha de la ratificación francesa de la convención de las Naciones Unidas del 2 de diciembre de 1949 para la represión de la trata de seres humanos y de la explotación de la prostitución ajena (ratificación tardía debido al mantenimiento de burdeles en su imperio colonial).
Esta ley le valió a Marthe Richard el apodo de “veuve qui clôt» (viuda que cierra) un juego de palabras que hace referencia al champán Veuve Clicquot y las maisons closes (casas cerradas), el eufemismo con que se designaba a los burdeles.
Se cerraron cerca de 1400 establecimientos, entre ellos 195 en París (177 establecimientos oficiales): los más conocidos prostíbulos de lujo como Le Chabanais, Le Sphinx, La Rue des Moulins, el One-Two-Two pero también las siniestras maisons d'abattage (en francés, mataderos) o burdeles comunes donde el servicio dura apenas unos minutos y la prostituta debía realizar los máximos posible a lo largo de la jornada como Le Fourcy y el Charbo.

## En la ficción
En 1965, la película Les Bons Vivants mostraba en tres escenas las consecuencias de la ley Marthe Richard para el antiguo personal de los burdeles. 
En la primera novela de Ian Fleming protagonizada por James Bond, Casino Royale, el tesorero soviético Le Chiffre busca volver al juego después de perder su inversión en una red de burdeles tras la aprobación de esta ley.